# Eparchia Batrun
Eparchia Batrun (łac. Eparchia Botryensis Maronitarum) – eparchia Kościoła maronickiego w Libanie. Została ustanowiona w 1999 roku.

## Główne świątynie
- Katedra: Katedra św. Szczepana w Al-Batrun

## Eparchowie
- Paul-Emile Saadé (1999–2011)
- Mounir Khairallah (od 2012)